# Méhtestrák
A méhtestrák egy a méh nyálkahártyájából (a méh béléséből) kiinduló rák. A rendellenes sejtnövekedés miatt alakul ki, és áttétet képezve átterjedhet más testrészekbe is. Leggyakoribb első jele a rendellenes nőgyógyászati vérzés. Egyéb tünetei például a vizelés vagy nemi aktus során fellépő fájdalom, vagy medence tájéki fájdalom. A méhtestrák általában a változó kor után alakul ki.
Az esetek mintegy 40 százaléka hozható kapcsolatba az elhízással. A túl magasra emelt tüszőhormon szint, a magas vérnyomás és a cukorbetegség is elősegítő tényező. A tüszőhormon szint kizárólagos növelése emeli, míg a tüszőhormon és sárgatesthormon szint együttes növelése – a fogamzásgátlók leggyakoribb összetevői – csökkenti a kialakulás kockázatát. Az esetek 2-5 százaléka a szülőktől örökölt gének miatt alakul ki. A méhtestrákot néha „méhráknak” is nevezik, holott különbözik a többi méhen belüli ráktól, mint például a méhnyakráktól, a petefészek kötőszövet eredetű rákjától vagy a méhlepény rendellenességtől. A méhtestrák az esetek több mint 80 százalékában hámeredetű nyálkahártya rák. A méhtestrák jelenlétét általában a méhtestből vett szövetek vizsgálatával, illetve a 'tágít és kapar' elnevezésű mintavevő eljárás során nyert minták elemzésével lehet megállapítani. A Papanicolau teszt általában nem elegendő a rák kimutatásához. Az arra nem hajlamosaknak nem ajánlott a rendszeres szűrés.
A méhtestrák legelterjedtebb gyógymódja a méheltávolítás (hysterectomia) egyik változata: a méh és függelékeinek hasi műtéttel történő eltávolítása, amit kétoldali petevezeték és petefészek eltávolításnak (salpingo-oophorectomia) neveznek. Előrehaladottabb esetekben sugárterápia, gyógyszeres kezelés vagy hormonterápia is ajánlott lehet. Amennyiben a betegséget sikerül korai szakaszában felismerni, úgy a végkifejlet kedvezően alakulhat, pl. az Egyesült Államokban a korai szakaszban észlelt rákot a betegek több mint 80 százaléka legalább 5 évvel túléli.
2012-ben 320 000 nőnél állapítottak meg méhtestrákot, ebből 76 000 eset bizonyult halálosnak. Ez így a harmadik leghalálosabb női rákfajta a petefészek és petevezeték rák után. Gyakori a fejlett országokban, ahol a női szaporító szerveket támadó legelterjedtebb rákfajta. A megbetegedések aránya bizonyos országokban növekedést mutatott az 1980 és 2010 közötti időszakban. Úgy gondolják, hogy ez az idős emberek megnövekedett számával és az egyre gyakoribb elhízással hozható összefüggésbe.

## Besorolása
A méhtestráknak több változata ismert, a legismertebb fajtáit I-es és II-es csoportokba soroljuk. Vannak ritkább típusok is, mint például a méh hám eredetű szemölcsös savórákja, a pikkelymirigy hám eredetű rákja, a hám eredetű pikkelymirigyrák, a hám eredetű alapszövetrák és a méh hám eredetű tiszta-sejt rákja.

## Jelek és tünetek
A változó koron túl lévő nők hüvelyvérzését vagy csöpögését 90 százalékban a méhtestrák okozza. A vérzés gyakran – az esetek kétharmadában – jár együtt mirigyrákkal. A változó kor előtt lévő nők rendellenes havi ciklusai vagy különösen hosszú, erős és gyakori vérzései is lehetnek a méhtestrák jelei.
A vérzésen kívül egyéb, gyakori tünet nincs. Változó koron túl lévő nőknél előfordulhat még kevés fehér vagy tiszta hüvelyváladék kibocsájtás. Előrehaladott eseteknél ezek a tünetek nőgyógyászati vizsgálatok alkalmával is felfedezhetők. A méh megnövekedhet, vagy a rák kiterjedhet, ami alhasi fájdalomhoz vagy medencetájéki görcshöz vezethet. A fájdalmas nemi aktus vagy nehézkes vizelés kevésbé jellemző tünetei a méhtestráknak. A méh feltöltődhet gennyel (pyometrea). A ilyen ritkább tünetek (hüvely váladék, medencefájás, genny) 10-15 százalékban rákos eredetűek.

## Kockázati tényezők
A méhtestrák kockázati tényezői közé tartozik az elhízás, a cukorbetegség, a mellrák, az egyes mellrák gyógyszerek (tamoxifen) használata, ha valaki sosem szült gyermeket, a későn kezdődő változó kor, a magas tüszőhormon szint és az idős kor. Az emberek vándorlását megfigyelő tanulmányok, amik a más-más megbetegedési mutatóval rendelkező országok közt mozgó népesség rák-kialakulási kockázatát vizsgálták, arra mutattak rá, hogy a méhtestrák kialakulásának lehetnek környezeti vonatkozásai is. Ezek a környezeti kockázati tényezők viszont nehezen körülhatárolhatóak.

### Hormonok
A legtöbb kockázati tényező magas tüszőhormon-szinttel jár együtt. Az esetek körülbelül 40 százaléka hozható összefüggésbe az elhízással. A túl sok zsírszövet felgyorsítja a tüszőhormon képződést, több előhormon (androstenedione) alakul tüszőhormonná. A vér magasabb tüszőhormon-szintje rendszertelenné teszi vagy gátolja a peteérést, és a méh falat folyamatosan magas tüszőhormon-szinten tartja. Az elhízás kevesebb tüszőhormont enged kivonni a vérből. A policisztás ovárium szindróma (PCOS) ugyanazon okból teszi rendszertelenné vagy gátolja a peteérést, mint az elhízás. Az elhízás, a II-es típusú cukorbetegség és az inzulinérzékenység is az I-es csoportba sorolt méhtestrák kockázati tényezői. Az elhízás 300-400 százalékkal növeli a méhtestrák kialakulásának kockázatát.
Kockázati tényező még a változó kori – sárgatesthormonnal nem kiegyenlített vagy nem elnyomott – tüszőhormon pótló kezelés. Minél erősebb és hosszabb a kezelés, annál nagyobb a méhtestrák kialakulásának veszélye. A kisebb testsúlyú nőket jobban veszélyezteti a nem kiegyensúlyozott vagy nem elnyomott tüszőhormon szint. A korábbi első vérzés vagy későbbi változó kor miatt kialakult hosszabb termékenységi időszak szintén kockázati tényező. A túlzott tüszőhormon kezelés a kezelés hosszúságától és az egyén testsúlyától függően 2-10-szeresére növeli a méhtestrák kialakulásának kockázatát. Amennyiben a nemet váltó nők férfihormon kezelésen esnek át a méh eltávolítása előtt, úgy a férfihormon az előhormonokon keresztül alakul tüszőhormonná, ami növeli a méhtestrák kialakulásának kockázatát.

### Genetika

Az örökletes vastagbélrák örökítőanyagának öröklési mintája

Genetikai rendellenességek szintén okozhatnak méhtestrákot. Az összes méhtestrákos eset 2-10 százaléka örökletes. Különösen a változó kor előtt okoz méhtestrákot a – főleg a végbélrák kialakulásáért felelős – testkromoszóma domináns örökletes vastagbélrák. Az örökletes vastagbélrákkal született nőkben 40-60% a méhtestrák kialakulásának kockázata, magasabb, mint a végbélráké vagy petefészekráké. Az emberek 20 százalékában egyszerre fejlődhet a petefészek- és a méhtestrák. A méhtestrák szinte minden esetben a végbélrák előtt átlagosan 11 évvel jelentkezik. Az örökletes vastagbélrák rákossejt-teremtő folyamata az MLH1 és/vagy MLH2 – a különbségjavító folyamatban résztvevő, a sejtek DNS-javítását engedélyező – géneken bekövetkezett elváltozás miatt indul be. Az örökletes vastagbélrák során elváltozó gének – az MSH2, MSH6, és PMS2 – szintén különbségjavító gének. Az örökletes vastagbélrákkal született nők a méhtestrákos esetek 2-3%-át teszik ki; bár egyes források szerint ez az arány 5% is lehet. A génelváltozástól függően az örökletes végbélrákkal született nőkben a méhtestrák kialakulásának kockázata nő. A kialakulás kockázata az MLH1 elváltozása esetén 54%, az MSH2 elváltozása esetén 21% és az MSH6 elváltozása esetén 16%.
A méhtestrák kialakulásának kockázata magasabb azon nők körében, akiknek családjában már előfordult ez a betegség. A nőkben kialakuló rákokért leggyakrabban felelősnek tartott két gén, a BRCA1 és a BRCA2 nem okoz méhtestrákot. Úgy tűnhet, kapcsolat áll fenn a betegség és e két gén között, de ez a mell és petefészekrák ellen használt tamoxifen gyógyszer kizárólag önmagában történő használatnak tulajdonítható. Az öröklött, többszörös szerven belüli sejtelkülönüléses betegség (Cowden szindróma) is okozhat méhtestrákot. Ezen rendellenességgel született nők életen át tartó méhtestrák kialakulásának kockázata 5-10%, ellentétben a nem érintett nőknél tapasztalt 2-3 százalékos kockázattal.

### Egyéb betegségek
Néhány más rák gyógyítására irányuló kezelés 2-3 százalékkal növeli a méhtestrák kialakulásának életen át tartó kockázatát. A tüszőhormon alapú mellrák kezelésére használt Tamoxifen nevű gyógyszer – főként idősebb nőknél – a méhtest rákos esetek 0,1 százalékával hozható összefüggésbe, viszont a gyógyszer mellrák ellen kifejtett jótékony hatása jócskán ellensúlyozza ezt. Az egy- vagy kétéves időtartamú Tamoxifen kezelés általában megduplázza a méhtestrák kialakulásának kockázatát, míg egy négy-ötéves kezelés megnégyszerezi azt. Egy régebbi petefészekrák, vagy a medence sugárkezelése is kockázati tényező. Pontosabban a méhen belüli tüszősejt daganat és tokosodás ami kapcsolatba hozható a méhtestrákkal.
A legyengült ellenálló képesség is összefüggésbe hozható a méhtestrákkal. A magas vérnyomás is kockázati tényező, de inkább mint a túlsúly velejárója. A rendszeresen és hosszan ülő betegeknél magasabb elhalálozási arány figyelhető meg. A folyamatos testmozgás ugyan nem előzi meg, de csökkenti a rák kialakulásának kockázatát.

### Kockázat csökkentő tényezők
A dohányzás és a sárgatesthormon bevitel is csökkenti a méhtestrák kialakulásának kockázatát. A dohányzás serkenti a tüszőhormon-lebontást, kapcsolatba hozható a testsúlycsökkenéssel és a korai változó korral. Ez a védelem a dohányzás abbahagyása után még sokáig fennáll. Sárgatesthormon található a szájon át bevett fogamzásgátlóban és a hormonos méhen belüli eszközökben (IUD). A szájon át bevett fogamzásgátlók a szedés hosszától függően különböző arányban csökkentik a kockázatot: 4 év használat 56 százalékkal, 8 év használat 67 százalékkal, míg 12 év használat 72 százalékkal csökkenti. A védettség a szedés abbahagyása után még legalább 15 évig fennáll. A túlsúlyos nők védettsége nagyobb adag sárgatesthormonnal érhető el. Több mint öt gyermek szülése szintén védelmet biztosít, míg legalább egy gyermek szülése 35 százalékkal csökkenti a kockázatot. A több mint 18 hónapon keresztül végzett szoptatás 23 százalékkal csökkenti a kockázatot. A megnövelt testmozgás 38-46 százalékkal csökkenti az egyén veszélyeztetettségét. Feltehetőleg a szója fogyasztása is védettséget biztosít.

## Kórélettan
A méhtestrák a méh sejtjeinek rendellenes növekedése miatt alakul ki. Amikor a sejtek elöregednek vagy sérülnek, akkor rendszerint lelassulnak majd elpusztulnak és helyüket új sejtek veszik át. Rák akkor alakul ki, amikor szükségtelenül alakulnak ki új sejtek, és az elöregedett vagy sérült sejtek nem pusztulnak el. A feleslegesen felhalmozódott sejtek gyakran állnak össze szövetté, amit kinövésnek, daganatnak hívunk. Ezek a rendellenes ráksejtek olyan örökléstani rendellenessé-geket hordoznak magukban, amitől túlzott növekedésnek indulnak.
A méhtestrákos esetek 10-20%-ánál – legtöbbször a 3-as, legmagasabb szövettani besorolásúaknál – figyelhető meg a daganatot elnyomó p53 vagy a PTEN gének elváltozása. A méhnyálkahártya-megvastagodásos az esetek 20 százalékánál és a hám eredetű nyálkahártya rákos esetek 50 százalékánál tapasztalható a PTEN funkcióvesztése vagy törlődéses elváltozása, ami így a gén hatásfokát csökkenti, vagy teljesen kiiktatja azt. A PTEN funkcióvesztése a PI3k/Akt/mTOR járat felszabályozásához vezet, ami sejtnövekedést idéz elő. A méhtestrákos eseteknél a p53 járat vagy elnyomódik, vagy túlságosan hatékonyan működik. A rák különösen támadó, ha a p53 gén egy elváltozott fajtája kerül túlsúlyba. A hám eredetű savórákokkal összefüggésbe hozott p53 elváltozás és a kromoszóma ingatagság is a petefészek- és petevezeték rákokra hasonlít. Úgy vélik, a hám eredetű savórák a méhhámszövet belső rétegeinek rákosodásából alakul ki.

## Kórmeghatározás
Elsősorban nőgyógyászati szűrővizsgálatok során derülhet fény a méhtestrák jelenlétére. A mintavevő eljárással szerzett szövet mélyreható vizsgálatával megállapítható a rák jelenléte. Ha rákos elváltozást fedeznek fel, további orvosi vizsgálatokkal állapítható meg annak szöveti kiterjedtsége és áttettsége.

### Vizsgálat

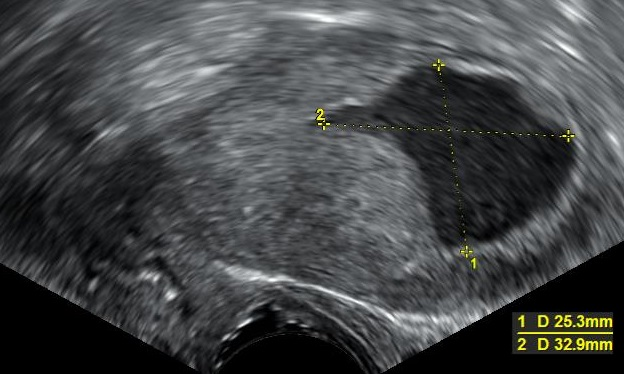
Ezen a ultrahangos képen jól látszik a változó koron túli hüvelyben felgyülemlett méh folyadék (sötétebb rész), ami nagy valószínűséggel méhtest rákra utal.

Rendszeres szűrés az arra nem hajlamosaknak nem ajánlott, hiszen a betegség korai, tüneti szakaszában nagy biztonsággal gyógyítható. Sokkal inkább a nőknek kell figyelniük a méhtestrákra utaló jelekre és kockázatnövelő tényezőkre, főleg a változó koron túl. Méhnyak szűrés, mint például a Papanicolau vizsgálat nem használható a méhtestrák kimutatására, hiszen a minta az esetek felében nem mutat rendellenességet. A Papanicolau vizsgálat a méhnyakra átterjedt betegségeket mutatja ki. A medence-vizsgálatok főleg a betegség korai szakaszában nem mutatnak ki rendellenességet. A méh és környezetének, függelékeinek szerkezeti vagy sűrűségi változásai a betegség későbbi szakaszában fordulhatnak elő. A méhnyakszűkület – a méhnyak nyílás elkeskenyedése – abban az esetben a méhtestrák jele, ha a méhben genny és vér gyülemlik fel (pyometra vagy hematometra).
A 35 év feletti örökletes vastagbélrákkal született nőknek évente ajánlott a szűrővizsgálat. Néhány örökletes vastagbélrákkal született nőn végzett megelőző méheltávolítás vagy kétoldali petevezeték és petefészek eltávolítás (salpingo-oophorectomy) nagymértékben csökkenti a méhtest és petefészek rák kockázatát.
Az Egyesült Államokban a változó koron túl vérző nők méhnyálkahártya vastagságát egy hüvelyen keresztül végzett ultrahangos képalkotó folyamattal vizsgálják, ami egyre gyakrabban segít a méhtestrák jelenlétének felfedezésében. Az Egyesült Királyságban a méhtestrák kimutatására alapellátásban alkalmazzák mind a méhtest szövettani vizsgálatát, mind a hüvelyen át végzett ultrahangos vizsgálatot. A hüvelyen át végzett ultrahang megmutatja a szövet egyneműségének fokát, a szövet vastagsága jelzi a rák jelenlétét. Kizárólag ultrahangos vizsgálattal nem zárható ki minden méhtestrákos eset, a meggyőző eredményért más vizsgálat (pl.: méhtest szövettan) elvégzése is szükséges. A többi képfeldolgozó vizsgálatnak korlátozott a szerepe. Műtétek előtt CT letapogatással jelenítik meg a fizikai vizsgálatok során előrehaladottnak mutatkozó vagy magas kockázati altípusba sorolt (magas áttét kockázatú) daganatokat. Medencén kívüli betegség vizsgálatára is alkalmazhatóak. A rák méhnyak áttettsége vagy méhnyaki mirigyrák jellege MRI vizsgálattal állapítható meg. A közeli nyirokcsomók is vizsgálhatók MRI-vel.
A méhtestből szövettannal vagy a méhkaparással nyert szövetet a mélyreható vizsgálatokhoz használják fel. A legkevésbé zavaró eljárás a méhtestből vett szövettan, de az egyedül nem vezet meggyőző eredményre. A méhüreg szemrevételezése csupán a méh teljes felépítését engedi látni, amin nem gyakran mutatkoznak a rák jelei, ezért külön nem használják, esetleg a szövettani vizsgálattal egybekötve. A méhüreg szemrevételezése a rák jelenlétének megerősítésére szolgálhat. Újabb bizonyítékok világítottak rá, hogy a méhkaparás több hamis negatív eredményt hoz, mint a méhtest szövettani vizsgálata.
A kezelés megkezdése előtt ajánlott még jó néhány vizsgálat elvégzése. Többek közt mellkasröntgen, májműködés vizsgálata, veseműködés vizsgálata, és a méhtestrák esetén magas szinten lévő CA-125 daganatjelző szint vizsgálata.

### Típusai
A méhtest és hám eredetű rákokat két fő csoportba (I-es és II-es típus) soroljuk, ezeken belül létezik a nyálkahártya hám eredetű mirigyrákja, a szemölcsös hám eredetű savórák, a méh hám eredetű tiszta-sejt rákja és számos egyéb nagyon ritka fajta is.

#### Hám eredetű rák
A méhtestrákos esetek nagyobb része hám eredetű rák (általában hám eredetű mirigyrák), ami azt jelenti, hogy a méhnyálkahártya mentén lévő, a mirigyeket alkotó egyazon szövetrétegből erednek. Rengeteg egyedi változata ismert a méhen belüli hám eredetű rákoknak, de a fájdalom fellépésének helyétől függően I-es és II-es csoportba soroljuk őket. A két csoport örökléstanában is különbözik egymástól.
Az I-es csoportba sorolt hám eredetű méhtestrákok általában a változó kor előtt vagy a környékén alakulnak ki. Az Egyesült Államokban a fehér lakosság körében gyakoriak, főként azoknál jelentkeznek, akiknél korábban méhnyálkahártya megvastagodás volt megfigyelhető. Az I-es típusú méhtestrákok gyakran alacsony besorolásúak, kis valószínűséggel képeznek áttétet a méhfalra, tüszőhormon szint függők, és kezeléssel jó eséllyel gyógyíthatók. Az I-es csoportba sorolt hám eredetű rákok a méhtestrákos esetek 75-90 százalékát adják.
II-es csoportba sorolt méhtestrákok általában az idősebb, változó koron túl lévő nőknél fordulnak elő, az Egyesült Államokban gyakoribb a fekete nők körében, kialakulásuk nem függ össze az emelkedett tüszőhormon szinttel és korábbi méhnyálkahártya vastagodással. A II-es típusú méhtest rákok gyakran magasabb besorolású savós vagy tiszta-sejt rákok, mély áttétekkel a méhfalra, kevés jó kilátással a gyógyulásra. Tüneteik és lefolyásuk a hámalapú petefészekrákéval megegyező. Nehezebben észlelhetők és támadóbbak, mint az I-es csoportba sorolt rákok, és az áttét képzési és visszaesési kockázatuk is magasabb.

##### A méhnyálkahártya hám eredetű mirigyrákja
A méhnyálkahártya hámeredetű mirigyrákjában a rák sejtek a normális méhnyálkahártyára hasonlító mintában fejlődnek, sok új mirigyet képezve rendellenes magú oszlopos hámsejtekből. A méhnyálkahártya alacsony besorolású hám eredetű mirigyrákjában jól elkülöníthetőek a sejtek, nem képeznek áttétet a középrétegre és a megvastagodott méhnyálkahártya mentén találhatóak. A daganat mirigyei nagyon közel – az őket egyébként elválasztó kötőszövetek nélkül – alakulnak ki egymáshoz. A méhnyálkahártya magasabb besorolású hám eredetű mirigyrákjaiban kevesebb a jól elkülöníthető sejt, a sejtek tömörebb daganat rétegei nem állnak össze mirigyekké, és a belső méhnyálkahártya sorvadásához vezetnek. A méhnyálkahártya hám eredetű mirigyrákjának létezik nyúlványmirigyes, váladékos és csillósejtes változata, amik mind azonos kórjóslattal rendelkeznek. Létezik még elváló pikkelyes változata is. Néhány hám eredetű méhnyálkahártya mirigyrákban összpontosult hártya rák található.
Génelváltozás a méhnyálkahártya hám eredetű mirigyrákjában a PTEN, daganat elnyomó; PIK3CA, fehérje foszforiláló; KRAS, egy a Guanozin-trifoszfát vízleválasztó jelátadásában közreműködő enzim; és a CTNNB1, a sejtvonzásban és jelátviteli folyamatban résztvevő génekben a leggyakoribb. A CTNNB1 (beta-catenin fehérje) gén leggyakrabban a méhnyálkahártya hámeredetű mirigyrákjának pikkelyes fajtájában változhat.

#### Alapszövet rák

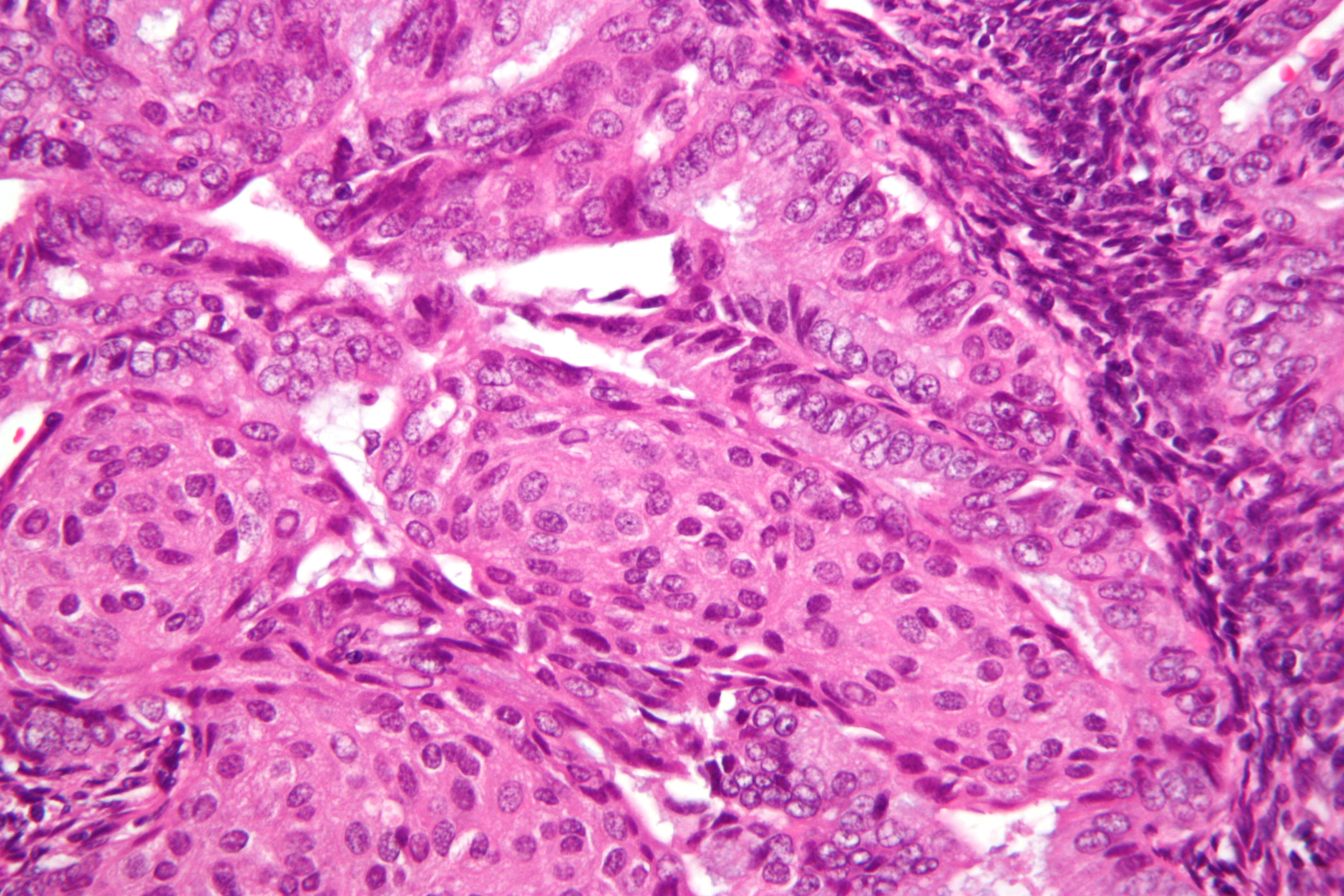
A méhnyálkahártya hám eredetű mirigyrákjának – nagyon nagy felbontású – H&E színezete

### Áttét
A méh felsőbb részén kialakuló méhtestrák gyakran képez áttétet a petefészekre és petevezetékekre az alsóbb részen kialakuló méhtestrák a méhnyakra képez áttétet. A rák elsőként általában a méhfalra és hártyára terjed át, majd a többi szaporító szervre és medence szerkezetre. Amennyiben a bélrendszer érintett úgy a rák – nem határozott minta alapján, de – a nem ütőér csomókkal kerül először kapcsolatba, nem úgy mint a méhnyak ráknál. A vérkeringésbe kerülve gyakran képez távoli áttétet a tüdőben, vagy akár a májban, agyban és csontokban. A méhtestrák az esetek 20-25 százalékában képez áttétet a tüdőre, gyakrabban, mint bármelyik más nőgyógyászati rák.

### Mélyreható vizsgálata
A méhtestrák mélyreható besorolása egy háromkörös rendszerben történik, ami az I-es besorolású ráktól (jól elkülöníthető sejtek) a III-as besorolású (nehezen elkülöníthető sejtek) rákig terjed. A az I-es besorolású, legjobb kilátással rendelkező rákok a legkevésbé támadóak, míg a III-as besorolású rákok a legtámadóbbak, amiknél valószínű az újra felbukkanás esélye. A II-es besorolású rákok az I-es és III-as rákok közé tehetőek, támadó jellegük és sejt elkülöníthetőségük alapján.

### Besorolás
A méhtestrák sebészeti besorolását a FIGO, rák besorolási táblázattal határozzák meg. A 2009-es FIGO besorolások a következőek:
| Besorolás | Leírás                                                                                          |
| --------- | ----------------------------------------------------------------------------------------------- |
| IA        | Daganat a méh peremén, kevesebb mint fél méh izom áttéttel                                      |
| IB        | Daganat a méh peremén, több mint fél méh izom áttéttel                                          |
| II        | Daganat a méhen és méhnyak szájon                                                               |
| IIIA      | Daganat a nyálkahártyán vagy függelékein                                                        |
| IIIB      | Hüvely és/vagy nyálkahártya érintettség                                                         |
| IIIC1     | Medence nyirokcsomó érintettség                                                                 |
| IIIC2     | A tartócsigolyák ütőerének nyirokkeringése érintett, medencei csomó érintettséggel vagy anélkül |
| IVA       | A daganat áttétet képez a vese vagy hasi nyálkahártyára                                         |
| IVB       | Távoli áttétek, alhasi és/vagy lágyéki csomókban                                                |

## Kezelés

### Egyéb kezelések
Több egyéb kezelés is létezik. Az előrehaladott vagy súlyosabb eseteknél a műtétet sugárterápia vagy gyógyszeres kezelés követheti. Ezt megelőző kezelésnek hívják.

## Kilátások

### Túlélési esélyek
| Besorolás | 5 éves túlélési arány |
| --------- | --------------------- |
| I-A       | 88%                   |
| I-B       | 75%                   |
| II        | 69%                   |
| III-A     | 58%                   |
| III-B     | 50%                   |
| III-C     | 47%                   |
| IV-A      | 17%                   |
| IV-B      | 15%                   |

### Visszaesési arány
A korai szakaszos méhtestrák újbóli előfordulásának esélye a fő és megelőző kezelések függvényében 3-17%. A legtöbb újra előforduló eset (75-80%) a medencén kívül bukkan fel két-három éven belül, 64 százalékuk kettő, 87 százalékuk három éven belül.
A magasabb besorolású rákok nagyobb eséllyel jelentkeznek újra, mivel ezek a méhizmot és a méhnyakat támadják, vagy átterjednek a nyirokkeringési rendszerbe. Magas az újrajelentkezés kockázata a hám eredetű szemölcsös savó ráknak, a hám eredetű tiszta-sejt ráknak és a méhnyálkahártya hám eredetű rákjának. Nagyfokú áttettség szintén növeli az újra kialakulás kockázatát.

## Járványtan
2014-ig évente mintegy 320 000 nőnél állapítottak meg méhtestrákot világszerte, és évi 76 000 halálos áldozatával ez a hatodik leggyakoribb női rákfajta. A fejlődő országok méhhel született népességében 0,6% eséllyel alakul ki a rák, a fejlettebb országokban – ahol ez a rákfajta gyakoribb – ez az életen át tartó kockázat 1,6%. A fejlettebb országokban 100 000 nőből évente 12,9 érintett.

## Kutatás
Jelenleg több új gyógymóddal kísérleteznek a méhtestrák kezelésére, többek között ellenálló képesség növelő kezeléssel, idegmirigy-szervrendszeri kezeléssel és gyógyszeres kezeléssel. Az egyértelműen emberi hám-növekedésért felelős alkotóelem (Her2/neu) fehérjéivel kapcsolatba hozható rákoknál a Trastuzumab (Herceptin) nevű, a Her2 fehérjét támadó ellen-testtel kísérleteznek. Vizsgálják az ellenálló képesség javító kezelések hatását hám eredetű szemölcsös savórák esetén.

## Története és kultúrája
A méhtestrák, annak ellenére, hogy igen gyakori, nem tartozik a közismert rák típusok közé. Figyelmen kívül hagyjuk a jeleket, túl későn ismerjük fel a betegséget, ami rontja a túlélés esélyeit.

## Fordítás
Ez a szócikk részben vagy egészben  az   Endometrial cancer című angol Wikipédia-szócikk fordításán alapul.  Az eredeti cikk szerkesztőit annak laptörténete sorolja fel. Ez a jelzés csupán a megfogalmazás eredetét és a szerzői jogokat jelzi, nem szolgál a cikkben szereplő információk forrásmegjelöléseként.